# تام دی مول
تام دی مول (انگلیسی: Tom De Mul؛ زادهٔ ۴ مارس ۱۹۸۶) بازیکن سابق فوتبال اهل بلژیک است که در پست وینگر راست بازی می‌کرد.
وی همچنین در تیم‌های ملی فوتبال زیر ۱۷ سال بلژیک، زیر ۲۱ سال بلژیک، و بلژیک بازی کرده‌است.